# Regioni del Togo

Regioni del Togo

Le regioni del Togo sono la suddivisione territoriale di primo livello del Paese e sono parti a 5. Ciascuna di esse si articola ulteriormente in prefetture.

## Lista
| Localizzazione | Provincia | Capoluogo | Popolazione (2010) | Superficie (Km²) |
| -------------- | --------- | --------- | ------------------ | ---------------- |
|                | Centrale  | Sokodé    | 617 871            | 13 182           |
|                | Kara      | Kara      | 769 940            | 11 631           |
|                | Marittima | Lomé      | 2 599 955          | 6 395            |
|                | Altopiani | Atakpamé  | 1 375 165          | 16 974           |
|                | Savane    | Dapaong   | 828 224            | 8 603            |